# Апокрисис

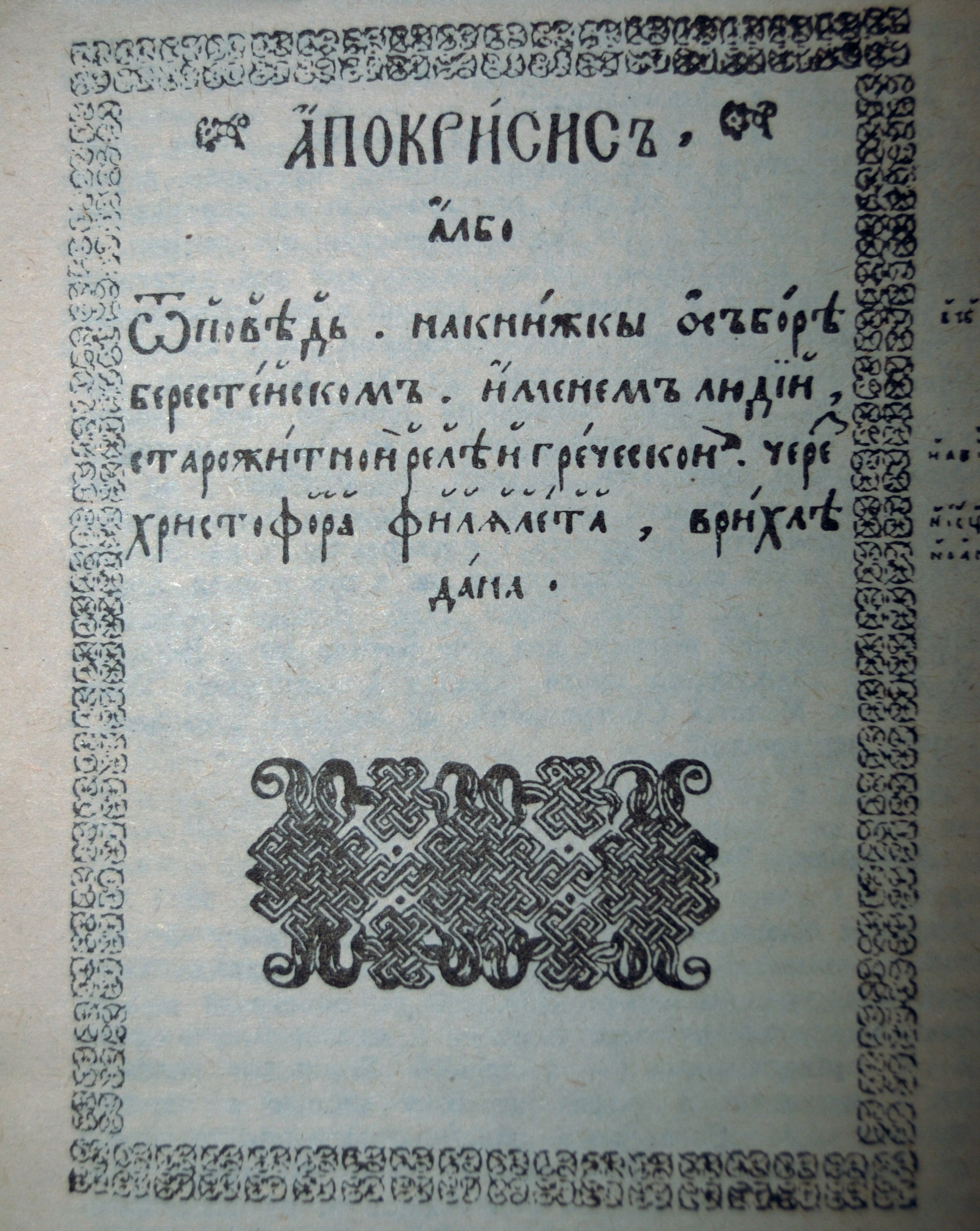
Титульна сторінка «Апокрисиса»

«Апо́крисис» (грец. άπόκρισις — відповідь) — видатний антиуніатський полемічний твір 16 століття, виданий польською (1597) і староукраїнською (1598) мовами.
Повна назва твору:
- ΑΠΟΚΡΙΣΙΣ, abo odpowiedź na książki o Synodzie Brzeskim imieniem ludzi starożytney religiey Greckiey, przez Christophora Philaletha w porywczą dana.
- АПОКРИСИС, албо отповѣдь на книжкы о Соборѣ Бересейском, именем людей старожитной релѣи Греческой, через Христофора Филярета врихлѣ дана.

Написаний Христофором Філалетом. Вважають, що під цим псевдонімом писав Мартин Броневський, перекручено Христофор Бронський — королівський секретар, поляк-протестант під маскою православного русина.
Книга написана після Берестейської унії 1596 року у відповідь на книгу «Собор Брестський» Петра Скарги — єзуїтського полеміка. Автор гнівно виступає проти політики папства та дій верхівки українського духовенства, застерігає, що польсько-шляхетська політика соціального і національно-релігійного гноблення українців і білорусів може викликати народне повстання. «Апокрисис» мав велику популярність, був поштовхом до розвитку полемічної літератури, сприяв піднесенню визвольного руху в Україні і в Білорусі.

## Виноски
1. ↑  Ігор Шевченко. Україна між Сходом і Заходом. Нарис 10. Архів оригіналу за 3 червня 2011. Процитовано 29 січня 2011.